# 斯肯特城 (阿拉巴馬州)
斯肯特城（英語：Scant City）是一個位於美國阿拉巴馬州馬歇爾縣的非建制地區。該地的面積和人口皆未知。

## 地理
斯肯特城的座標為34°21′44″N 86°25′25″W / 34.36222°N 86.42361°W，而該地的平均海拔高度為310米（即1017英尺）。